# 不可抗拒的恩典
不可抗拒的恩典（Irresistible grace）又稱有效的恩典（Efficacious grace），是加尔文主义《預選說》的第四点，喀爾文認為，基于《圣经》，天選之人不可能拒絕神的救恩，神的作為，不可能因為人的原因而被阻撓。
《使徒行傳》：「凡預定得永生的人，都信了。」《約翰福音》：「凡父所賜給我的人，必到我這裏來。」如果惟一真神要讓人相信且得救，人無法拒絕，對於人而言，神的救恩是一定會有成就的，是不會枉費的。
喀爾文派信徒認為，《馬太福音》稱「日頭照好人，也照歹人；降雨給義人，也給不義的人。」是「一般恩典」（Common grace），不是「不可抗拒的恩典」。由於人已經「全然敗壞」，人依靠已敗壞的自由意志絕對無法得救，因此，所有人都應該墮于地獄，神刻意利用這樣「不可抗拒的恩典」，闡發人的慈悲